# Dierenartsspecialist
Een dierenartsspecialist is doorgaans een dierenarts die na zijn basisopleiding als dierenarts een bijkomende gesuperviseerde opleiding volgt tot specialist dierenarts. Deze opleiding is op Europees niveau gestructureerd. De overkoepelende organisatie European Board of Veterinary Specialisation (EBVS) omvat alle Europese colleges die erkend worden of in een erkenningsfase zitten.

## Inleiding
Een dierenartsspecialist heeft na de opleiding tot dierenarts een vierjarige aanvullende opleiding gevolgd in een deelgebied van de diergeneeskunde. Om dierenartsspecialist te blijven moet de specialist zich elke vijf jaar laten herregistreren.

## Geschiedenis dierenartsspecialisten

### Amerikaans-erkende dierenartsspecialisten
In de Verenigde Staten werden de eerste dierenartsspecialisten in 1951 door de beroepsgroep (AVMA) erkend. De eerste dierenartsspecialisten waren pathologen en specialisten op het gebied van veterinaire volksgezondheid. In 1957 volgden de specialisten op het gebied van laboratoriumdieren.

### Nederlands-erkende dierenartsspecialisten
In 1977 besloot de algemene vergadering van de Koninklijke Nederlandse Maatschappij voor Diergeneeskunde (KNMvD) dat er een Nederlands systeem moest komen voor het opleiden van dierenartsspecialisten. Door aanhoudende discussies duurde het nog meer dan tien jaar voordat de eerste Nederlandse dierenartsspecialist erkend was.
Sinds 1 januari 2003 staat het Nederlands Veterinair Specialistenregister alleen nog open voor microbiologen, dierenartsspecialisten in de veterinaire volksgezondheid en Europees-erkende dierenartsspecialisten. Specialisten die voor 2003 in het register zijn opgenomen, blijven hun Nederlandse titel houden, mits ze aan de eisen voor herregistratie voldoen.

### Europees-erkende dierenartsspecialisten
Het Europese systeem van dierenartsspecialisten startte in 1992. De in Nederland ontwikkelde structuur werd grotendeels overgenomen. In 1996 werd de overkoepelende organisatie, de European Board of Veterinary Specialisation (EBVS), ingeschreven bij de Kamer van Koophandel in Utrecht. Onder de EBVS hangen inmiddels 25 "Colleges" waarbinnen de verschillende specialismen zijn ondergebracht

## Europees-erkende specialismen
In 2015 zijn er 25 Colleges en 34 specialismen ondergebracht bij de EBVS. Een actuele lijst met alle colleges en specialismen is terug te vinden op de website van de EBVS. Voor de leesbaarheid zijn de officiële titels hier vertaald en per diersoort gecategoriseerd.

### Hond en kat
Binnen de dierenartsenzorg voor honden en katten worden de volgende specialismen onderscheiden: cardiologie, chirurgie, het gedrag, interne geneeskunde, neurologie, oncologie, spoed- en intensieve zorg, tandheelkunde en anesthesiologie.

### Paard
Binnen de dierenartsenzorg voor paarden worden de volgende specialismen onderscheiden: chirurgie, interne geneeskunde en tandheelkunde.

### Rund
Binnen de dierenartsenzorg voor runderen worden de volgende specialismen onderscheiden: chirurgie en rundergezondheid.

### Andere diersoorten
Deze categorie omvat dierenartsen met een specialisme in minder gangbare categorieën zoals dierentuindieren, kleine herkauwers, kleine zoogdieren, laboratoriumdieren, pluimvee, slangen, varkens, vissen, vogels en wildlife.

### Niet diersoortgebonden
Specialismen die zich richten op een discipline die toepasbaar is bij meerdere diersoorten, zijn anesthesiologie en pijnbestrijding, diagnostische beeldvorming, diervoeding, dierwelzijn, ethiek en wetgeving, farmacologie en toxicologie, laboratorium diagnostiek, oogheelkunde, parasitologie, veterinaire volksgezondheid en voortplanting.

## Titulatuur
Gespecialiseerde dierenartsen gebruiken de titel dierenartsspecialist die gevolgd wordt door het specialisme. Europees-erkende specialisten gebruiken daarnaast een afkorting die verwijs naar het college waarbij ze zijn aangesloten. Deze begint altijd met de letters EC. Een titel kan er bijvoorbeeld als volgt uitzien: 'drs. J. Jansen, dierenartsspecialist interne geneeskunde der dezelschapsdieren, ECVIM'. Amerikaans-erkende specialisme gebruiken een vergelijkbaar systeem, waarbij de naam van het college start met AC (bijvoorbeeld ACVIM).
Verwarrend genoeg zijn er ook Europese beroepsverenigingen die vergelijkbare afkortingen gebruiken. Deze starten met ES, bijvoorbeeld de ESVIM. Elke dierenarts kan lid worden van een beroepsvereniging of 'society'. Aan lidmaatschap is slechts een verplichting tot betalen van contributie verbonden.

## Opleiding tot dierenartsspecialist
De dierenartsen die een nieuw specialisme ontwikkelen, worden na erkenning door de EBVS als 'specialisten op uitnodiging' of 'de facto' erkend.
Als het specialisme is erkend, wordt een opleidingstraject ontwikkeld die een dierenarts moet volgen om dierenartsspecialist te worden. In de regel duurt een dergelijke opleiding vier jaar. In deze periode moet de specialist in opleiding (SIO) een patiëntenregistratie bijhouden, verplichte trainingen volgen en minimaal vier publicaties in peer-reviewed tijdschriften hebben. Voor de Europese erkenning moet een examen worden afgelegd.
Dierenartsspecialisten moeten zich elke vijf jaar laten herregistreren. De specialist moeten dan aantonen dat hij/zij in het betreffende specialisme werkzaam is en voldoende geaccrediteerde nascholing volgt en/of geeft.

## Wettelijke erkenning
Er is op dit moment geen wettelijke bescherming van de titel dierenartsspecialist. Zowel het Nederlandse als Europese merk is privaatrechtelijk beschermd.

## Aantal dierenartsspecialisten
Het aantal Europees-erkende dierenartsspecialisten is toegenomen van 267 in 1996 naar meer dan 3.300 in 2015. 

In 2015 waren er in Nederland 242 dierenartsspecialisten geregistreerd. In België waren dit er 171.

## Werkplekken van dierenartsspecialisten
De meeste dierenartsspecialisten werken aan een van de faculteiten diergeneeskunde. Dierenartsspecialisten kunnen onder andere ook werkzaam zijn in privé-dierenklinieken, gezondheidsdiensten, laboratoria, de voedselverwerkende industrie, onderwijs en bij de overheid.